# Anyphops smithersi
Anyphops smithersi är en spindelart som först beskrevs av Lawrence 1940.  Anyphops smithersi ingår i släktet Anyphops och familjen Selenopidae.
Artens utbredningsområde är Lesotho. Inga underarter finns listade i Catalogue of Life.